# Ovington, Essex
Ovington är en by och en civil parish i Braintree i Essex i England. Orten har 54 invånare (2001). Den har en kyrka.